# Erickson Lubin
Erickson Lubin (* 1. Oktober 1995 in Orlando, Florida, USA) ist ein US-amerikanischer Boxer haitianischer Herkunft im Halbmittelgewicht und aktuell ungeschlagen.

## Amateurkarriere
Der Rechtsausleger gewann bei den Amateuren unter anderem in Toledo im Jahre 2012 die US National PAL Championships (dabei bezwang er im Finale Julian Rodriguez) und im darauffolgenden Jahr das Copa-Independencia-Turnier (hier gewann er gegen Rashad Scott, Anthony Campbell, Brahmavigi Montgomery und LeShawn Rodriquez) und das US-National-Golden-Gloves-Tunrier.

## Profikarriere
The Hammer (so Lubins Kampfname) gab am 26. November 2013 erfolgreich sein Profidebüt, als er gegen Eric De Jesus in einem auf 4 Runden angesetzten Kampf durch T.K.o. gewann. 
Im darauffolgenden Jahr traf er auf Norberto Javier; in diesem Gefecht ging es um den WBC-FECARBOX-Titel. Lubin gewann über 8 Runden klar und einstimmig nach Punkten.